# Mount Kermode
Mount Kermode är ett berg i Kanada.   Det ligger i North Coast Regional District och provinsen British Columbia, i den sydvästra delen av landet, 4 100 km väster om huvudstaden Ottawa. Toppen på Mount Kermode är 1 029 meter över havet.
Terrängen runt Mount Kermode är huvudsakligen kuperad.Trakten runt Mount Kermode är nära nog obefolkad, med mindre än två invånare per kvadratkilometer.. 
I omgivningarna runt Mount Kermode växer i huvudsak barrskog.